# Vegavis iaai
Vegavis iaai és una espècie extinta d'ocell que visqué durant el Cretaci superior (estatge Maastrichtià) de l'Antàrtida, fa una mica més de 65 milions d'anys). Pertanyia al clade dels anseriformes. Entre els ocells d'avui en dia, els parents més propers de V. iaai són les oques i els ànecs (anàtids), però no es creu que en sigui l'avantpassat directe.